# Altarschranke
Der ältere christliche Kirchenbau kennt verschiedene Formen der Altarschranken zwischen dem Altarraum oder dem Raum der Kleriker und dem Raum der Laien. Siehe dazu die folgenden Hauptartikel:
- Chorschranken haben die Form übermannshoher Mauern oder Gitter seitlich und rückseitig des Altars.
- Lettner, hohe, begehbare Architekturen aus mittelalterlicher Zeit schließen den Chor zum Hauptschiff hin ab.
- Die Kommunionbank in katholischen Kirchen, ähnlich in manchen protestantischen Kirchen die Altarschranke, ist eine mit Kniebänken versehene halbhohe Brüstung oder Balustrade vor dem Chor als Ort zum Empfang der Kommunion bzw. des Abendmahls.
- Eine Sonderform der Umschrankung in der frühchristlichen Kirchenarchitektur ist die Schola cantorum (Architektur).
- Die Abschrankung für das Gestühl der Chorherren im Langhaus spanischer Großkirchen wird im Artikel Coro und Trascoro behandelt.
- Im Östlichen Christentum wird das Sanktuarium von der Laienkirche durch eine Bilderwand  Ikonostase abgeschirmt.